# 峨眉草蜥
峨眉草蜥（学名：Takydromus intermedius）为蜥蜴科草蜥属的爬行动物。在中国大陆，分布于四川、贵州、云南等地，常见于丘陵或山区林下落叶及乱石堆中或草丛中。中国特有种。该物种的模式产地在四川峨嵋山。
峨眉草蜥曾经归入地蜥属，名为峨眉地蜥（Platyplacopus intermedius）。

## 保护
本种于2023年被收录入《有重要生态、科学、社会价值的陆生野生动物名录》。